# Friedrich Kuhlau
Friedrich Daniel Rudolph Kuhlau (Uelzen, 11 settembre 1786 – Copenaghen, 12 marzo 1832) è stato un compositore e pianista tedesco naturalizzato danese.

## Biografia
Nato in Germania nella Bassa Sassonia, il padre era un musicista in una banda militare e gli impartì i rudimenti del flauto.
A Lüneburg, dove la famiglia si era trasferita nel 1793, ancora prima di aver compiuto i 10 anni perse l'occhio destro cadendo su dei cocci di vetro dopo essere scivolato sul ghiaccio. Durante la convalescenza cominciò a suonare il pianoforte e, riconosciuto il suo talento naturale, nonostante le ristrettezze economiche della famiglia cominciò a prendere lezioni dall'organista Ahrenbostel. Per la composizione fu probabilmente seguito da J. Kollmann.
Nei primi anni del 1800 si trasferì ad Amburgo, dove nel 1804 fece il suo debutto come pianista. Intraprese lì lo studio sistematico della composizione con Christian Friedrich Gottlieb Schwencke, allievo e successore di Carl Philipp Emmanuel Bach come Kapellmeister nella città anseatica. L'intervento di Schwencke gli permise anche di pubblicare le sue prime opere per l'editore Breitkopf & Härtel, che vennero recensite con entusiasmo sull'Allgemeine musikalische Zeitung.
Nel 1810 si trasferì a Copenaghen per sfuggire alla leva forzata che costringeva i giovani tedeschi a unirsi all'armata napoleonica; lì si fece conoscere inizialmente come virtuoso del pianoforte, debuttando nel 1811 con il suo Concerto per pianoforte e orchestra, fresco di stampa. Il suo arrivo nella capitale danese venne salutato positivamente e Kuhlau venne accolto con calore dagli altri compositori, tra cui Friedrich Ludwig Æmilius Kunzen e Christoph Ernst Friedrich Weyse, con cui strinse una salda amicizia. Nel 1813 ottenne la cittadinanza danese e il titolo di musicista di corte. Probabilmente per questi motivi rinunciò a spostarsi a Stoccolma, come aveva inizialmente previsto, e nel 1814 il resto della sua famiglia si trasferì a vivere con lui. Nello stesso periodo Kuhlau ottenne il suo primo trionfo con il singspiel Røverborgen, su libretto di Adam Oehlenschläger, andato in scena nel 1814 al Teatro Reale Danese.
Nonostante un piccolo salario concessogli da re Federico VI, che gli commissionò anche altri singspiel, Kuhlau dovette comunque dedicare molte energie alla composizione per mantenere la sua famiglia. Fu molto attivo anche come insegnante di pianoforte: all'epoca era infatti noto come virtuoso, apprezzato interprete della musica dell'ammirato Beethoven, suo contemporaneo, che contribuì a rendere popolare in Danimarca. Fu insegnante molto stimato, nonostante da varie testimonianze autografe emerge che il compito gli fosse particolarmente sgradito. L'assenza al tempo di un istituto per l'istruzione musicale in Danimarca gli consentì di trovare spazio per accogliere anche allievi di composizione, alcuni dei quali ebbero una buona carriera. Anche per questo motivo si deve riconoscere a Kuhlau un significativo contributo alla definizione dello stile nazionale danese.
Nel frattempo nel 1818, tra un viaggio e l'altro (fu protagonista di varie tournée e concerti in Svezia, dove venne anche nominato membro dell'Accademia Reale Svedese di musica), stabilì la sua residenza a Nørrebro, all'epoca zona di campagna. Negli anni seguenti visitò spesso anche la Germania, dove allacciò contatti con gli editori Peters, N. Simrock e Schott, che in seguito comprarono i diritti per molte sue composizioni. Fu a Vienna nel 1821 e nel 1825, quando finalmente conobbe personalmente Beethoven, con cui rimase poi in buoni rapporti. Conobbe e strinse amicizia anche con Anton Bernhard Fürstenau, condividendo con quest'ultimo l'interesse compositivo per il flauto.
Nel 1826 si trasferì definitivamente con i genitori e l'amato cane "Presto" nello splendido sobborgo di Lyngby, poco più a Nord di Copenhagen. La consacrazione definitiva avvenne poco più tardi, con la rappresentazione di Elverhøj di Johan Ludvig Heiberg (1828), per cui scrisse le musiche di scena. Nella composizione fece largo uso di temi popolari danesi e nordici, le musiche di scena per Elverhøj sono infatti spesso considerate il primo esempio del Romanticismo nazionale danese in ambito musicale. Tale successo gli valse il titolo onorifico di "professore".
Una serie di sfortunati eventi segnò gli ultimi anni della vita di Kuhlau. Nel 1831 un incendio devastò la sua casa, incendio in cui andarono perduti innumerevoli suoi manoscritti (tra cui quello di un secondo concerto per pianoforte e orchestra). Questo shock, unito alla morte dei suoi genitori, causò il progressivo indebolimento della sua salute. Nonostante l'offerta del Principe Cristiano Federico (futuro re di Danimarca) di ospitarlo nel suo palazzo a Lyngby, Kuhlau preferì tornare a Copenhagen, dove andò ad abitare nella zona di Nyhavn (al n. 23).
Nel 1832, nonostante le sue condizioni di salute sembrassero tornate normali, si spense inaspettatamente dopo due settimane di breve malattia, ancora scapolo. Le sue esequie furono molto partecipate e venne in seguito sepolto nel cimitero di Assistens.

## Produzione musicale
Kuhlau è oggi largamente considerato un compositore minore, ma fu nondimeno un autore prolifico: nonostante gran parte della sua opera sia stata distrutta dall'incendio del 1831, ci sono pervenute oltre 200 composizioni edite (scritte in un arco di tempo pari a poco più che 20 anni). Oltre che di diverse opere per il teatro musicale, Kuhlau fu autore anche di numerose composizioni strumentali. Fu un autore a metà strada tra il tardo stile classico e il primo romantico. Nonostante la sua riluttanza nell'accogliere lo stile di Rossini, non si può negare dopo il 1819 (anno in cui Rossini fu per la prima volta rappresentato in Danimarca) un'influenza del suo stile cantabile.
Gran parte della produzione di Kuhlau è dedicata al pianoforte, dove nelle opere di maggior impegno è evidente l'influenza dello stile del primo Beethoven. Particolarmente evidente è il caso del Concerto per pianoforte e orchestra op. 7 (del 1810), che presenta diverse affinità con il Concerto n. 1 di Beethoven, composto una decina d'anni prima.
Altra importante parte della produzione di Kuhlau è dedicata al flauto, a cui dedicò circa 30 lavori: tra questi sonate, variazioni, pezzi da concerto, duetti, trii e quartetti. Tale impegno compositivo gli valse in vita il titolo di "Beethoven del flauto".
Per quanto riguarda la produzione cameristica scrisse vari pezzi, perlopiù in stile brillante: 8 sonate per violino e pianoforte, 3 quartetti con pianoforte, un quartetto per archi e vari quintetti per flauto e archi.
I suoi pezzi brevi per pianoforte furono molto in voga all'epoca, e molti di essi (tra cui le numerose sonatine) hanno avuto una vastissima diffusione in ambito didattico fino ai giorni nostri. Su questa parte del suo corpus, scritta prevalentemente per soddisfare esigenze editoriali che gli portarono dei buoni guadagni, Kuhlau stesso ebbe a dichiarare: "Non di sola Arte vive l'artista". Ciononostante anche in questo ambito emerge il gusto musicale di Kuhlau, mai scontato.

## Opere significative

### Teatro musicale
- Røverborgen, singspiel su libretto di Adam Oehlenschläger (prima rappresentazione il 26 maggio 1814 al Teatro Reale Danese)[11]
- Lulu, singspiel su libretto di C.C.F. Güntelberg[12] (prima rappresentazione nell'ottobre 1824 al Teatro Reale Danese)
- Elverhøj, musica di scena per il dramma di Johan Ludvig Heiberg (prima rappresentazione il 6 novembre 1828 al Teatro Reale Danese, per le nozze di Guglielmina Maria di Danimarca e Federico VII) .

### Musica per pianoforte
- Concerto per pianoforte e orchestra op. 7 (1810)
- 25 sonate
- 13 sonatine
- 1 sonata e 4 sonatine per pianoforte a quattro mani

### Musica da camera
- 3 Quintetti per flauto e archi op. 51 (1822)
- Quartetto per archi op. 122 (1831)